# José Avelino Bettencourt
José Avelino Bettencourt ComC • GOIH (Velas, S. Jorge, Açores, 23 de maio de 1962) é um prelado português da Igreja Católica que está no serviço diplomático da Santa Sé.

## Biografia
Nasceu em Velas (Açores) em 1962 e, em criança, mudou-se para o Canadá com a família. Ordenado padre em 1993, pelo arcebispo Marcel André Joseph Gervais e começou a exercer o seu ministério na arquidiocese de Ottawa.
Bacharel em Letras pela Universidade de Ottawa e, posteriormente, Bacharel em Teologia pela Universidade de Saint Paul, em Ottawa, concluiu em 1999 o Doutoramento em Direito Canónico na Pontifícia Universidade Gregoriana, em Roma.
Entrou no Serviço Diplomático da Santa Sé a 1 de julho de 1999, sendo nomeado Monsenhor. Exerceu funções na Nunciatura da República Democrática do Congo, passando depois à Secretaria de Estado da Santa Sé, no Vaticano.
Em 14 de novembro de 2012, foi nomeado pelo Papa Bento XVI para o cargo de Chefe de Protocolo da Secretaria de Estado da Santa Sé, responsável pela preparação das visitas oficiais do Papa e pelo acolhimento de chefes de Estado estrangeiros no Vaticano.
Em 26 de fevereiro de 2018 foi nomeado arcebispo titular de Novigrad e Núncio Apostólico na Arménia e Geórgia, em 1 de março e 8 de março, respectivamente.
Foi consagrado em 19 de março de 2018, na Basílica de São Pedro, pelo Papa Francisco, coadjuvado por Pietro Parolin, Cardeal Secretário de Estado e pelo cardeal Fernando Filoni, prefeito da Congregação para a Evangelização dos Povos.
Em 30 de agosto de 2023, foi transferido para as nunciaturas de Camarões e Guiné Equatorial.

## Honrarias
- Comendador da Ordem Militar de Cristo [9] - Lisboa, 29 de abril de 2013

- Ordem de Mérito de 2ª Classe - Grande-Oficial[10] - Roma, 18 de abril de 2015

- Oficial da Ordem da Estrela da Romênia - 2015

- Grande-Oficial da Ordem do Infante D. Henrique [9] - 23 de abril de 2016